# Yalden-Ratte
Die Yalden-Ratte (Desmomys yaldeni) ist ein Nagetier in der Unterfamilie der Altweltmäuse (Murinae). Das Artepitheton ehrt den im Jahr 2013 verstorbenen britischen Mammalogen Derek W. Yalden.

## Merkmale
Mit einer Kopf-Rumpf-Länge von 117 bis 132 mm, einer Schwanzlänge von 141 bis 145 mm sowie einem Gewicht von 45 bis 49 g ist die Art etwas kleiner als die Harrington-Ratte (Desmomys harringtoni), mit der sie zusammen die Gattung der Harrington-Ratten bildet. Die Werte stammen von zwei Exemplaren, die bei der Erstbeschreibung durch Lavrenchenko ermittelt wurden. Die Yalden-Ratte hat etwa 28 mm lange Hinterfüße und etwa 18 mm lange Ohren. Das harsche Fell der Oberseite wird aus Haaren gebildet, die nahe der Wurzel grau sind sowie einen rotbraunen Mittelteil und eine schwarze Spitze besitzen. Daraus ergibt sich überwiegend eine Agoutifärbung auf dem Rumpf. Diese ist auf der Rückenmitte durch einen gelbbraunen Aalstrich unterbrochen. Die einzelnen Haare sind mit 11 mm Länge kürzer als bei der Harrington-Ratte. Die Unterseite ist mit hellgrauem bis weißem Fell bedeckt. Ein weiteres Kennzeichen sind die fast schwarzen Hände und Füße mit einer rötlichen Schattierung. Bei der Harrington-Ratte sind die Pfoten heller. Der Schwanz ist mit kurzen Haaren bedeckt und in eine schwarze Oberseite sowie eine gelbliche Unterseite aufgeteilt.

## Verbreitung
Dieses Nagetier lebt endemisch in einem kleinen Gebirge im Südwesten Äthiopiens. Individuen wurden zwischen 1800 und 1930 Meter Höhe aufgefunden. Die Region ist mit feuchten Wäldern bedeckt, die vorwiegend aus Arabica-Kaffee-Bäumen (Coffea arabica) bestehen.

## Lebensweise
Über die Lebensweise der Art ist so gut wie nichts bekannt. Aufgrund des längeren Schwanzes wird vermutet, dass die Yalden-Ratte häufiger als ihre Schwesterart in Bäumen klettert. Die Gebissform legt eine Nahrung aus wirbellosen Tieren und Beeren beziehungsweise Früchten nahe.

## Systematik
Die Yalden-Ratte wurde im Jahr 2003 von Leonid A. Lavrenchenko wissenschaftlich erstbeschrieben. Er führte dies anhand von drei Individuen durch. Zwei der Exemplare stammen aus dem Sheko-Wald, darunter auch der Holotyp, der aus einem ausgewachsenen Weibchen besteht. Er wurde im Jahr 1999 vom Erstbeschreiber selbst aufgesammelt. Das dritte Individuum ist ein Tier von unbekanntem Geschlecht, das bereits 1971 in der Region 2 km westlich von Gore gefangen wurde. Beide Gebiete befinden sich im südwestlichen Äthiopien. Es handelt sich dabei um die bisher einzigen drei Belege der Art.

## Status
Die Yalden-Ratte ist durch Waldrodungen bedroht. Da das bekannte Verbreitungsgebiet kleiner als 10.000 km² ist, wird die Art von der IUCN als gefährdet (Vulnerable) gelistet.